# Fylkesväg 891
Fylkesväg 891 (norska: Fylkesvei 891) är en primär fylkesväg i Finnmark fylke i norra Norge som går mellan vägskälet vid Gednje i Berlevågs kommun och tätorten Båtsfjord i Båtsfjords kommun. Vägen är 33,1 kilometer lång och asfalterad.

## Anslutningar
Fylkesväg 891 ansluter till:
- Fylkesväg 890 (vid Gednje)